# Deutscher Theaterpreis Der Faust/Beste darstellerische Leistung im Schauspiel
In der Kategorie Beste darstellerische Leistung im Schauspiel wurde der Deutsche Theaterpreis Der Faust seit 2006 an folgende Schauspieler vergeben.

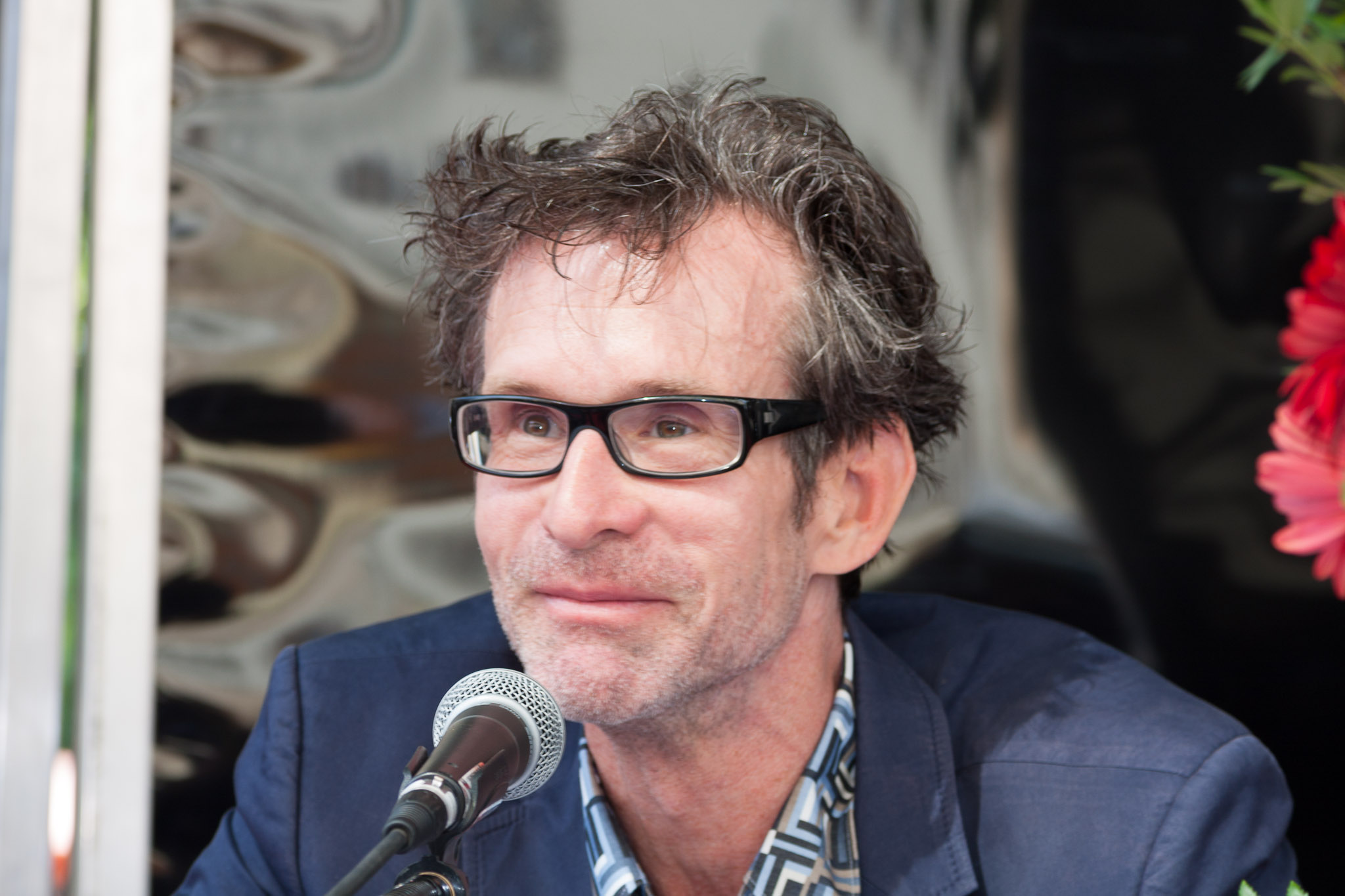
Ulrich Matthes (2012)

- 2006: Katharina Schüttler – Hedda Gabler (Hedda Gabler) – Schaubühne am Lehniner Platz
- 2007: Brigitte Hobmeier – Glaube Liebe Hoffnung (Elisabeth) – Münchner Kammerspiele
- 2008: Ulrich Matthes – Onkel Wanja (Wanja) – Deutsches Theater Berlin
- 2009: Meike Droste – Die Möwe (Mascha) – Deutsches Theater Berlin und Kammerspiele Berlin
- 2010: Paul Herwig – Kleiner Mann – was nun? (Pinneberg) – Münchner Kammerspiele
- 2010: Sophie Rois – Mädchen in Uniform – Wege aus der Selbstverwirklichung (Manuela) – Deutsches Schauspielhaus Hamburg
- 2011: Martin Wuttke – Dr. Jacques Duval in „Schmeiß Dein Ego weg!“ – Volksbühne am Rosa-Luxemburg-Platz Berlin
- 2012: Burghart Klaußner – Willy Loman in „Tod eines Handlungsreisenden“ – St. Pauli Theater Hamburg
- 2013: Constanze Becker – Medea in „Medea“ – Schauspiel Frankfurt
- 2014: Dagmar Manzel – Sie in „Gift“ –  Deutsches Theater Berlin
- 2015: Bibiana Beglau – Mephisto in „Faust“ – Bayerisches Staatsschauspiel München
- 2016: Edgar Selge – François in „Unterwerfung“ –  Deutsches Schauspielhaus Hamburg
- 2017: Karin Neuhäuser – „Wut/Rage“ – Thalia Theater Hamburg
- 2018: Barbara Nüsse – Prospero in „Der Sturm“ – Thalia Theater Hamburg
- 2019: Maja Beckmann – „Dionysos Stadt“ – Münchner Kammerspiele
- 2020: Astrid Meyerfeldt  – Mary Tyrone in „Eines langen Tages Reise durch die Nacht“ – Schauspiel Köln
- 2021: keine Vergabe aufgrund der COVID-19-Pandemie
- 2022: Lina Beckmann – Richard in „Richard the Kid & the King“ – Deutsches SchauSpielHaus Hamburg / Salzburger Festspiele
- 2023: Fritzi Haberlandt – „Angabe der Person“ – Deutsches Theater Berlin
- 2024: Anna Drexler – Krähe in „Trauer ist das Ding mit Federn“ – Schauspielhaus Bochum